# Българска социалистическа партия
Българската социалистическа партия (съкратено БСП) е лявоцентристка социалдемократическа политическа партия в България.
Партията се формира след общопартиен референдум на 3 април 1990 г. Тя е прекият наследник на Българската комунистическа партия, учредена през 1919 г. БКП управлява България в продължение на 45 години (1944 – 1989) като водеща партия в ОФ, а по-късно във формална коалиция с БЗНС. Налага тоталитарен режим в страната след края на Втората световна война, когато тя попада в съветската зона на влияние, отделена от по-късната Желязна завеса по време на Студената война. Според някои анализатори от реформирана в края на 20. век тоталитарна партия, подкрепила впоследствие европейския и евроатлантическия път на развитие на България, след 2015 г. тя постепенно започва да се трансформира в партия с умерена антиевропейска и антинатовска насоченост с явен прокремълски уклон.
БСП е член на Социалистическия интернационал от октомври 2003 г. и на Партията на европейските социалисти от 24 април 2004 г.  В края на 2023 г. председателят на ПЕС заявява, че партията е готова да замрази членството на БСП, която обявява намерение да сформира широка коалиция с проруски и националистически партии.
Дейността ѝ се ръководи от:
- 1990 – 2008 г.: Висш съвет начело с Председателство на ВС (с председател, заместник-председатели и членове);
- от 2008 г.: Национален съвет начело с Изпълнително бюро на НС (с председател, заместник-председатели и членове).

## Трансформация на БКП
След като в общопартиен референдум преди това мнозинството (86,71 % от участвалите) партийни членове изразяват своето съгласие, Българската комунистическа партия се преименува на Българска социалистическа партия на 3 април 1990 г. В началото на 1990 г. БКП обявява желанието си да се реформира от партия на демократичния централизъм в партия на демократичния социализъм. Тя поема и политическата отговорност за управлението на страната през периода 1944 – 1989 г. В документите на БСП след това заляга ценностната триада: свобода, справедливост и солидарност, възприети от социалдемократическите партии и Социалистическия интернационал. А с новата програма на партията (1994 г.), тя се легитимира пред българското общество и пред света като нов тип социалистическа партия, като съвременна лява партия на обновяващия се демократичен социализъм. Кандидатства за членство и в Социалистическия интернационал и ПЕС.

## Структура на БСП
Председатели на БСП
Най-високата длъжност в йерархията на БСП е председател на Висшия/Националния съвет. Заемана е от:
| № | Име (роден – починал)          | Картина | Мандат           | Мандат           |
| - | ------------------------------ | ------- | ---------------- | ---------------- |
| 1 | Александър Лилов (1933 – 2013) |         | 3 април 1990     | 12 декември 1991 |
| 2 | Жан Виденов (1959 –)           |         | 12 декември 1991 | 21 декември 1996 |
| 3 | Георги Първанов (1957 –)       |         | 21 декември 1996 | 5 декември 2001  |
| 4 | Сергей Станишев (1966 –)       |         | 5 декември 2001  | 27 юли 2014      |
| 5 | Михаил Миков (1960 –)          |         | 27 юли 2014      | 8 май 2016       |
| 6 | Корнелия Нинова (1969 –)       |         | 8 май 2016       | 15 юни 2024      |
| 7 | Атанас Зафиров (1971 –)        |         | 15 юни 2024      |                  |

## БСП в законодателната власт
След 1989 г. БСП участва на всички парламентарни избори в България и е парламентарно представена в VII велико народно събрание и след това в различни коалиции с други политически партии и движения последователно от XXXVI до LI народно събрание.

### Изборни победи
БСП или оглавявани от нея коалиции заемат първо място в изборите за VII велико народно събрание (1990) и XXXVII народно събрание (1994), когато формират самостоятелно правителство, както и тези за XL народно събрание (2005), но без да имат самостоятелно мнозинство.
На парламентарните избори през 2001 е част от Коалиция за България, която получава 48 от 240 места в Народното събрание. Избраният за президент през 2001 Георги Първанов е бивш председател на Висшия съвет. Като лидер на партията го наследява Сергей Станишев.
На парламентарните избори през 2005 също е част от Коалиция за България, като получава най-голям процент от гласовете – 30,95% или 82 от 240 места в Народното събрание. БСП първоначално се коалира с ДПС и се опитва да сформира правителство на малцинството, начело с председателя на БСП Сергей Станишев. НДСВ отказва да го подкрепи, защото държи министър-председател да остане Симеон Сакскобургготски. Станишев е одобрен от парламента за премиер, но съставът на кабинета е отхвърлен. След дълги преговори и с помощта на президента Георги Първанов се сформира широка тристранна коалиция с НДСВ и ДПС, по формулата за делене на властта (разпределение на заеманите длъжности) – 8:5:3, отразявайки броя на техните депутати. Министър-председател става Сергей Станишев.
В изборите за XLII народно събрание тя побеждава ГЕРБ и успява да състави коалиционно правителство с участието на ДПС и подкрепата на Атака.

### Изборни поражения
В изборите за XXXVI народно събрание и XXXVIII народно събрание остава втора политическа сила, като остава съответно след СДС (в периода 1991 – 1994 г.) и ОДС (в периода 1997 – 2001 г.). На изборите за XXXIX народно събрание записва много лош резултат – трето място със 17,15% (48 депутати) след НДСВ и ОДС. В изборите за XLI народно събрание остава втора политическа сила след ГЕРБ. През 2014 г., на изборите за XLIII народно събрание губи втори път от ГЕРБ, остава на второ място с 15,4% (39 депутати) и записва най-слабия резултат в историята си по брой привлечени гласоподаватели на вотове за национален парламент – 505 527 души. На парламентарните избори от 2017 за трети път е втора след ГЕРБ с 27,20% от гласовете или 80 народни представители. Декларира, че остава в опозиция в рамките на XLIV ОНС.

### Изборни резултати
| Година | Партиен лидер    | Гласове   | %      | Мандати в НС | Позиция |
| ------ | ---------------- | --------- | ------ | ------------ | ------- |
| 1990   | Александър Лилов | 2 886 363 | 47,2%  | 211 / 400    | 1-ва    |
| 1991   | Жан Виденов      | 1 836 050 | 33,14% | 106 / 240    | 2-ра    |
| 1994   | Жан Виденов      | 2 262 943 | 43,50% | 125 / 240    | 1-ва    |
| 1997   | Георги Първанов  | 939 308   | 22,07% | 58 / 240     | 2-ра    |
| 2001   | Георги Първанов  | 783 372   | 17,15% | 48 / 240     | 3-та    |
| 2005   | Сергей Станишев  | 1 129 196 | 30,95% | 82 / 240     | 1-ва    |
| 2009   | Сергей Станишев  | 747 849   | 17,70% | 40 / 240     | 2-ра    |
| 2013   | Сергей Станишев  | 942 541   | 26,60% | 84 / 240     | 2-ра    |
| 2014   | Михаил Миков     | 505 527   | 15,40% | 39 / 240     | 2-ра    |
| 2017   | Корнелия Нинова  | 955 490   | 27,20% | 80 / 240     | 2-ра    |
| 2021   | Корнелия Нинова  | 480 124   | 15,01% | 43 / 240     | 3-та    |
| 2021   | Корнелия Нинова  | 365 695   | 13,39% | 36 / 240     | 3-та    |
| 2021   | Корнелия Нинова  | 267 816   | 10,21% | 26 / 240     | 4-та    |
| 2022   | Корнелия Нинова  | 232 839   | 9,30%  | 25 / 240     | 5-та    |
| 2023   | Корнелия Нинова  | 225 914   | 8,93%  | 23 / 240     | 5-та    |
| 2024   | Корнелия Нинова  | 151 557   | 7,06%  | 19 / 240     | 5-та    |
| 2024   | Атанас Зафиров   | 184 403   | 7,56%  | 19 / 240     | 5-та    |

### Местни избори
2015
БСП печели мнозинство в общинските съвети на 41 общини и не спечелва кметски пост в областните центрове.

## БСП в изпълнителната власт
БСП е съставяла правителства с министър-председатели Андрей Луканов, Жан Виденов, Сергей Станишев и Пламен Орешарски.

### Самостоятелни правителства
БСП създава две самостоятелни правителства с министър-председател Андрей Луканов: първо (8 февруари – 22 септември 1990) и второ (22 септември – 20 декември 1990).

### Коалиционни правителства
Правителството на Жан Виденов (26 януари 1995 – 12 февруари 1997) е на коалиция Демократична левица, която включва БСП, БЗНС „Александър Стамболийски“ и ПК „Екогласност“.
Правителството на Сергей Станишев (17 август 2005 – 27 юли 2009) е с мандата на ДПС и е подкрепено от БСП и НДСВ – така наречената Тройна коалиция.
Правителството на Пламен Орешарски (29 май 2013 – 6 август 2014) е с мандата на БСП, в коалиция с ДПС и с подкрепата (до 2014) на Атака.
Правителство на Кирил Петков  (13 декември 2021 - 2 август 2022) е  с мандата на ПП в коалиция между БСП, ДБ и ИТН. (така наречената Четворна коалиция)В него има четири министри от БСП, включително лидера на БСП - Корнелия Нинова. Отделно от това за министър на вътрешните работи е избран Бойко Рашков, някогашен член на БСП, човек близък  по идеи до партията.

### Дейци на БСП в правителства
Членове на БСП участват и в правителствата на:
- Димитър Попов (Правителство на Димитър Попов)
- Любен Беров (Правителство на Любен Беров)

Членове на БСП участват и в правителствата (без обвързаност с БСП) на:
- Симеон Сакскобургготски (Правителство на Симеон Сакскобургготски)

## БСП в президентството

### Спечелили кандидати
Петър Младенов от БСП е първият председател (президент) на Републиката, избран (1990) по Конституцията на Народна република България (1971) от Народното събрание.
БСП е единствената партия, чийто кандидат за президент е преизбиран за втори мандат. На изборите през 2001 председателят на ВС на БСП Георги Първанов побеждава тогавашния президент Петър Стоянов. На изборите през 2006 Георги Първанов получава най-високият изборен резултат на избори след 1989 като побеждава лидера на партия „Атака“ Волен Сидеров и е преизбран за президент на Република България. През 2016 г. кандидатът за президент ген. Румен Радев с вицепрезидент Илияна Йотова е издигнат от инициативен комитет, в който влизат представители на БСП и печели убедително президентските избори на балотаж с Цецка Цачева от ГЕРБ. Радев и Йотова печелят втори мандат през 2021 година, отново като независими кандидати, подкрепяни и от БСП, като убедително побеждават на втори тур независимия кандидат Анастас Герджиков, подкрепян от ГЕРБ.

### Загубили кандидати
На изборите през 1992 г. кандидатът на инициативен комитет Велко Вълканов и Румен Воденичаров остава втори след Желю Желев и Блага Димитрова (СДС).
На изборите през 1996 г. кандидатът на Заедно за България Иван Маразов и Ирина Бокова остава втори след Петър Стоянов и Тодор Кавалджиев (ОДС).
На изборите през 2011 г. кандидатът на БСП Ивайло Калфин и Стефан Данаилов остава втори след Росен Плевнелиев и Маргарита Попова (ГЕРБ).

## БСП в Европейския парламент
От 2005 г. БСП разполага с шестима свои представители в Европейския парламент – първоначално наблюдатели, а от 1 януари 2007 г. – временни евродепутати. Те участват в групата на социалистите в Европейския парламент, които не са част от европейската Обединена левица и клонят към центъра по своето самоопределение.
За изборите за български представители в Европейския парламент, насрочени за 20 май 2007 г., БСП регистрира единна листа с някои по-малки организации, наречена Платформа Европейски социалисти (ПЕС). Начело на листата е Кристиан Вигенин. На изборите центристката ПЕС се класира втора след новообразуваната партия ГЕРБ, макар и само с около 5000 гласа по-малко, и получава пет места в Европейския парламент.
На Изборите за Европейски парламент през 2009 г. от 7 юни БСП губи за втори път от ГЕРБ и остава на второ място с 4 евродепутати.
На Изборите за Европейски парламент през 2014 г., проведени на 5 май, партията губи за трети път от ГЕРБ и остава на второ място с 4 евродепутати.
На Изборите за Европейски парламент през 2019 г., проведени на 26 май, партията губи за четвърти път от ГЕРБ и остава на второ място с 5 евродепутати.
На Изборите за Европейски парламент през 2024 г.,проведени на 9 юни, партията е на пето място с 2 евродепутати.

## Празници, чествани от БСП
За главен празник на партията се счита годишнината от основаването на БСДП. Всяка година, в края на юли или началото на август, в местността Историческа поляна, под връх Хаджи Димитър (който социалистите и до днес наричат Бузлуджа), БСП традиционно организира Събор на левицата.
БСП и симпатизантите ѝ отбелязват всяка година празника на труда на 1 май.

## Известни политици от БСП
Президенти
- Петър Младенов (1990)
- Георги Първанов (2002 – 2012)

Вицепрезиденти
- Ангел Марин (2002 – 2012)

Председатели на Народното събрание
- Благовест Сендов, XXXVII НС (1995 – 1997)
- Георги Пирински, XL НС (2005 – 2009)
- Михаил Миков, XLII НС (2013 – 2016)

Министър-председатели
- Андрей Луканов (1990)
- Жан Виденов (1995 – 1997)
- Сергей Станишев (2005 – 2009)
- Пламен Орешарски (2013 – 2014)

Заместник министър-председатели
- Александър Томов (1990 – 1991)
- Ивайло Калфин (2005 – 2009)
- Корнелия Нинова (2021 – 2022)